# Malý Kyseľ

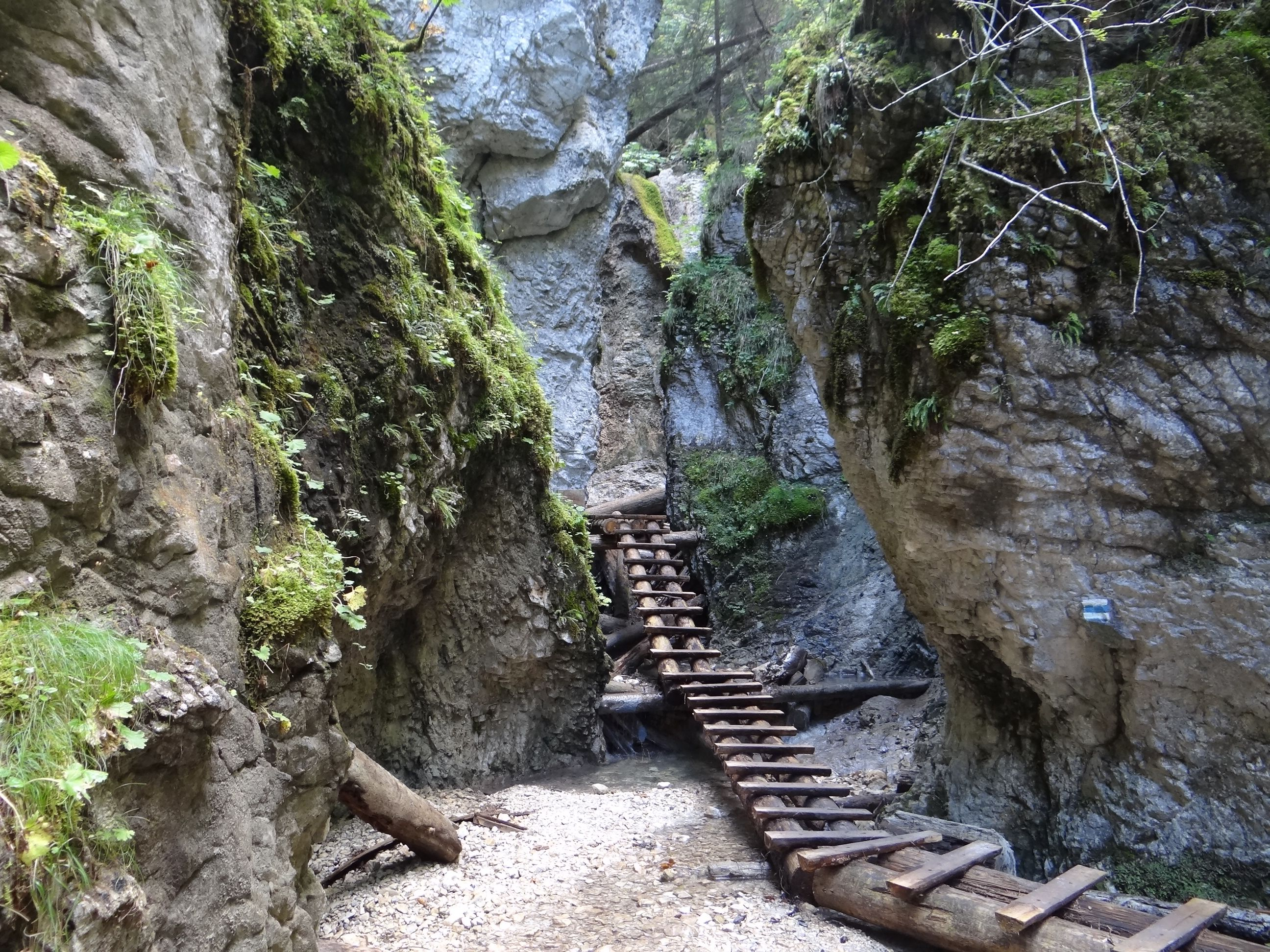

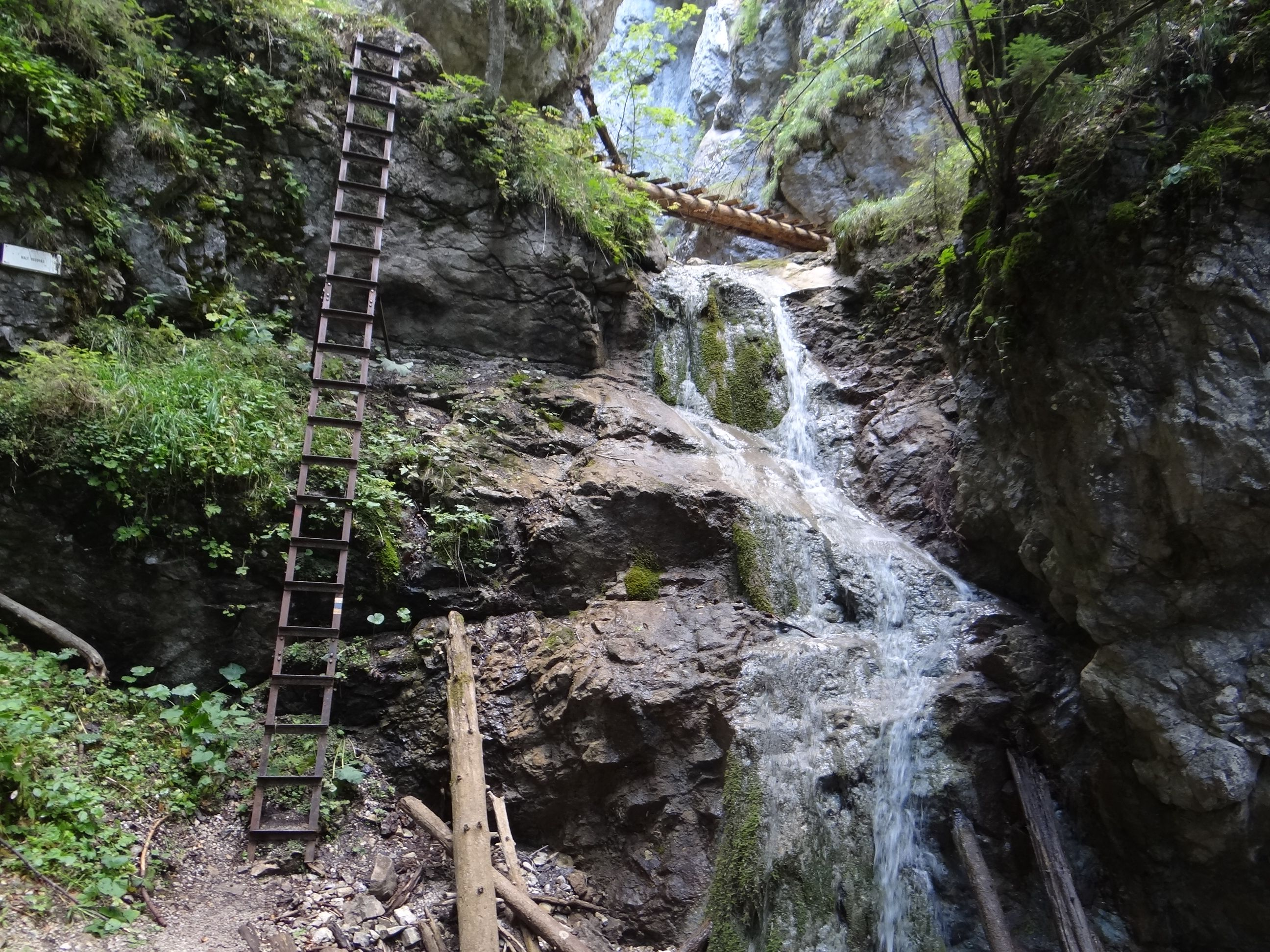

Malý Kyseľ – wapienny wąwóz w północnej części Słowackiego Raju. Znajduje się na płaskowyżu Glac po południowo-zachodniej stronie Kláštoriska i stanowi górne, orograficznie lewe odgałęzienie wąwozu Kyseľ. Jest to głęboki kanion, którym spływa potok Kyseľ. W górnej części wąwóz Kyseľ rozgałęzia się na dwa wąwozy: Malý  Kyseľ i Veľký  Kyseľ. Obydwie te odnogi są udostępnione do zwiedzania, wąwóz Kyseľ natomiast dostępny jest turystycznie tylko w górnej części (do wodospadów).
Malý Kyseľ znajduje się blisko turystycznych miejscowości Słowackiego Raju (Spišské Tomášovce, Smižany), dla turystyki udostępniony został jednak późno. Pierwszą próbę przejścia wąwozem Kyseľ podjęto 27 czerwca 1900, całym wąwozem po raz pierwszy przeszedł dopiero Kazimierz Kozlovski z towarzyszami 27 sierpnia 1907. Aby jednak możliwe było udostępnienie go dla turystów, należało wykonać specjalne przejścia. W 1925 wykonano pierwsze drabinki i kładki.
Malý Kyseľ ma długość 3,5 km i różnicę wysokości 271 m. Prowadzi nim niebiesko znakowany szlak turystyczny z Kláštoriska do skrzyżowania szlaków Suchá Belá, záver. Odcinek przez Malý Kyseľ jest  jednokierunkowy i prowadzi głównie dnem potoku. W trudnych miejscach wykonano drewniane kładki, a przy wodospadach metalowe drabinki. W wąwozie Malý Kyseľ znajdują się trzy wodospady: Malý vodopád, Machový vodopád oraz Malokyseľovy vodopad.
Od 1976 cały rejon wąwozu Kysel wraz z odnogami Malý Kyseľ i Veľký  Kyseľ objęte zostały ochroną ścisłą jako rezerwat przyrody Kyseľ.

## Szlak turystyczny
Kláštorisko - rozdroże przy niebieskim szlaku (odnoga do wąwozu  Kyseľ) -  Kyseľ rázcestie - Malý Kyseľ – Suchá Belá, záver. 1.30 h.